# Dawit Kewchischwili
Dawit Kewchischwili (georgisch დავით ქევხიშვილი; * 5. Januar 1983 in Akhalsopeli) ist ein georgischer Judoka.
Kevkhishvili belegte bei den Super-A-Turnieren 2003 in Moskau und 2004 in Paris jeweils den zweiten Platz. Beim Super-A-Turnier von Hamburg 2004 wurde er Dritter.
Bei den Olympischen Sommerspielen in Athen erreichte er in der Kategorie bis 73 Kilogramm den siebten Platz.